# Le Poing d'honneur
Pour plus de détails, voir Fiche technique et Distribution.
Le Poing d'honneur (Chimmie Fadden) est un film muet américain réalisé par Cecil B. DeMille et sorti en 1915.

## Synopsis
Chimmie Fadden, accusé à tort, est sauvé de la prison par l'intervention de Fanny Van Cartland. Celle-ci prend sous sa protection la mère et le frère de Chimmie, Larry. Mais ce dernier élabore un plan pour voler l'argent de sa bienfaitrice.

## Fiche technique
- Titre français : Le Poing d'honneur
- Titre original : Chimmie Fadden
- Réalisation : Cecil B. DeMille
- Scénario : Cecil B. DeMille, d'après une histoire et une pièce de E.W. Townsend
- Chef-opérateur : Alvin Wyckoff
- Montage : Cecil B. DeMille
- Production : Cecil B. DeMille
- Distribution : Établissements Aubert (France)
- Durée : 40 minutes
- Date de sortie : 
  - États-Unis : 28 juin 1915
  - France : 10 mars 1922[2]

## Distribution
- Victor Moore : Chimmie Fadden
- Raymond Hatton : Larry Fadden
- Mrs Lewis McCord : Mrs Fadden
- Ernest Joy : Van Cartland
- Anita King : Fanny Van Cartland
- Camille Astor : Hortense
- Tom Forman : Antoine
- Harry DeRoy : Perkins